# Coupe du monde de baseball 2003
La Coupe du monde de baseball 2003 est la 35e édition de cette épreuve mettant aux prises les meilleures sélections nationales. La phase finale s'est tenue du 12 au 25 octobre 2003 à Cuba.
Guam était le 16e qualifié pour cette phase finale, mais l'équipe ne s'est finalement pas déplacée à Cuba.

## Format du tournoi
Les seize équipes participantes sont divisées en deux groupes de huit. Chaque sélection joue contre les sept autres équipes de son groupe lors du premier tour. Les quatre meilleures équipes se qualifient pour la phase finale à élimination directe (quarts de finale, demi-finales, finales et matchs de classement). Si une équipe mène de plus de 10 points après le début de la 7e manche, le match est arrêté (mercy rule).

## Classement final
| Pl.                | Sélection    |
| ------------------ | ------------ |
| Médaille d'or      | Cuba         |
| Médaille d'argent  | Panama       |
| Médaille de bronze | Japon        |
| 4                  | Taïwan       |
| 5                  | États-Unis   |
| 6                  | Nicaragua    |
| 7                  | Corée du Sud |
| 8                  | Brésil       |

Les huit autres équipes n'ont pas de classement final, n'ayant pas jouées les unes contre les autres.

## Résultats

### Premier tour

#### Groupe A
| Date       | Heure | Stade     | Recevant     | Visiteur     | Score  | Notes     |
| ---------- | ----- | --------- | ------------ | ------------ | ------ | --------- |
| 12 octobre | 15h00 | La Havane | Cuba         | Taiwan       | 6 - 3  |           |
| 13 octobre | 20h00 | La Havane | Italie       | Russie       | 9 - 1  |           |
| 13 octobre | 20h00 | Matanzas  | Nicaragua    | Canada       | 2 - 4  |           |
| 14 octobre | 14h00 | La Havane | Russie       | Canada       | 0 - 10 | 7 manches |
| 14 octobre | 14h00 | La Havane | Taiwan       | Nicaragua    | 2 - 5  |           |
| 14 octobre | 14h00 | La Havane | Cuba         | Corée du Sud | 4 - 0  |           |
| 15 octobre | 14h00 | La Havane | Nicaragua    | Italie       | 6 - 5  |           |
| 15 octobre | 20h00 | Matanzas  | Corée du Sud | Russie       | 26 - 3 | 7 manches |
| 15 octobre | 20h00 | La Havane | Taiwan       | Canada       | 10 - 2 |           |
| 17 octobre | 14h00 | La Havane | Italie       | Canada       | 3 - 5  |           |
| 17 octobre | 14h00 | La Havane | Taiwan       | Corée du Sud | 8 - 2  |           |
| 17 octobre | 20h00 | La Havane | Cuba         | Russie       | 20 - 1 | 7 manches |
| 18 octobre | 14h00 | La Havane | Canada       | Corée du Sud | 5 - 17 | 7 manches |
| 18 octobre | 20h00 | Matanzas  | Russie       | Nicaragua    | 3 - 14 |           |
| 18 octobre | 20h00 | La Havane | Cuba         | Italie       | 7 - 0  |           |
| 19 octobre | 14h00 | La Havane | Corée du Sud | Nicaragua    | 2 - 3  |           |
| 19 octobre | 20h00 | Matanzas  | Taiwan       | Italie       | 5 - 4  |           |
| 19 octobre | 20h00 | La Havane | Canada       | Cuba         | 0 - 8  |           |
| 20 octobre | 14h00 | La Havane | Russie       | Taiwan       | 4 - 1  |           |
| 20 octobre | 20h00 | Matanzas  | Corée du Sud | Italie       | 4 - 2  |           |
| 20 octobre | 14h00 | La Havane | Nicaragua    | Cuba         | 1 - 7  |           |

| Pl. | Équipe       | J | V | D | PM | PC | %     |
| --- | ------------ | - | - | - | -- | -- | ----- |
| 1   | Cuba         | 6 | 6 | 0 | 52 | 5  | 1.000 |
| 2   | Nicaragua    | 6 | 4 | 2 | 31 | 23 | .667  |
| 3   | Taïwan       | 6 | 3 | 3 | 29 | 23 | .500  |
| 4   | Corée du Sud | 6 | 3 | 3 | 51 | 25 | .500  |
| 5   | Canada       | 6 | 3 | 3 | 26 | 40 | .500  |
| 6   | Italie       | 6 | 1 | 5 | 23 | 28 | .167  |
| 7   | Russie       | 6 | 1 | 5 | 12 | 80 | .167  |

J : rencontres jouées, V : victoires, D : défaites, PM : points marqués, PC : points concédés, % : pourcentage de victoire.

#### Groupe B
| Date       | Heure | Stade    | Recevant   | Visiteur   | Score          | Notes      |
| ---------- | ----- | -------- | ---------- | ---------- | -------------- | ---------- |
| 12 octobre | 20h00 | Santiago | Japon      | Pays-Bas   | 12 - 2         | 7 manches  |
| 12 octobre | 20h00 | Holguin  | Mexique    | États-Unis | 0 - 4          |            |
| 13 octobre | 20h00 | Santiago | Chine      | France     | 6 - 5          | 11 manches |
| 13 octobre | 20h00 | Holguin  | Brésil     | Panama     | 6 - 11         |            |
| 14 octobre | 14h00 | Santiago | Pays-Bas   | Chine      | 12 - 5         |            |
| 14 octobre | 14h00 | Holguin  | Panama     | Mexique    | 7 - 3          |            |
| 14 octobre | 20h00 | Santiago | France     | Japon      | 0 - 18         | 7 manches  |
| 14 octobre | 20h00 | Holguin  | États-Unis | Brésil     | 7 - 1          |            |
| 15 octobre | 14h00 | Santiago | Pays-Bas   | France     | 12 - 0         | 7 manches  |
| 15 octobre | 14h00 | Holguin  | Brésil     | Mexique    | 5 - 3          |            |
| 15 octobre | 20h00 | Santiago | Japon      | Chine      | 16 - 1         | 7 manches  |
| 15 octobre | 20h00 | Holguin  | Panama     | États-Unis | 5 - 12         |            |
| 17 octobre | 14h00 | Santiago | Pays-Bas   | Panama     | 2 - 4          |            |
| 17 octobre | 14h00 | Holguin  | États-Unis | France     | 14 - 2         | 7 manches  |
| 17 octobre | 20h00 | Santiago | Japon      | Brésil     | 8 - 2          |            |
| 17 octobre | 20h00 | Holguin  | Mexique    | Chine      | 5 - 0          |            |
| 18 octobre | 14h00 | Santiago | Brésil     | Pays-Bas   | 2 - 1          |            |
| 18 octobre | 14h00 | Holguin  | France     | Mexique    | 0 - 15         | 7 manches  |
| 18 octobre | 20h00 | Santiago | Japon      | Panama     | 10 - 4         |            |
| 18 octobre | 20h00 | Holguin  | États-Unis | Chine      | 4 - 1          |            |
| 19 octobre | 14h00 | Santiago | Mexique    | Pays-Bas   | 3 - 6          |            |
| 19 octobre | 14h00 | Holguin  | France     | Brésil     | 4 - 7          |            |
| 19 octobre | 20h00 | Santiago | États-Unis | Japon      | 1 - 2          |            |
| 19 octobre | 20h00 | Holguin  | Pays-Bas   | États-Unis | annulé (pluie) |            |
| 20 octobre | 14h00 | Santiago | Chine      | Panama     | 1 - 17         | 8 manches  |
| 20 octobre | 14h00 | Holguin  | Chine      | Brésil     | 0 - 4          |            |
| 20 octobre | 20h00 | Santiago | Mexique    | Japon      | 6 - 8          | 10 manches |
| 20 octobre | 20h00 | Holguin  | Panama     | France     | 19 - 2         | 7 manches  |

| Pl. | Équipe     | J | V | D | PM | PC | %     |
| --- | ---------- | - | - | - | -- | -- | ----- |
| 1   | Japon      | 7 | 7 | 0 | 74 | 16 | 1.000 |
| 2   | États-Unis | 6 | 5 | 1 | 42 | 11 | .833  |
| 3   | Panama     | 7 | 5 | 2 | 67 | 36 | .714  |
| 4   | Brésil     | 7 | 4 | 3 | 27 | 34 | .571  |
| 5   | Pays-Bas   | 6 | 3 | 3 | 35 | 26 | .500  |
| 6   | Mexique    | 7 | 2 | 5 | 35 | 30 | .286  |
| 7   | Chine      | 7 | 1 | 6 | 14 | 63 | .143  |
| 8   | France     | 7 | 0 | 7 | 13 | 91 | .000  |

J : rencontres jouées, V : victoires, D : défaites, PM : points marqués, PC : points concédés, % : pourcentage de victoire.

### Phase finale
|  | Quarts de finale               | Quarts de finale               |                                |                                | Demi-finales                   | Demi-finales                   |   |  | Finale                         | Finale                         |
|  | Quarts de finale               | Quarts de finale               |                                |                                | Demi-finales                   | Demi-finales                   |   |  | Finale                         | Finale                         |
|  |                                |                                |                                |                                |                                |                                |   |  |                                |                                |
|  | 22 octobre - 14h00 (Matanzas)  | 22 octobre - 14h00 (Matanzas)  |                                |                                | 23 octobre - 20h00 (La Havane) | 23 octobre - 20h00 (La Havane) |   |  | 25 octobre - 20h00 (La Havane) | 25 octobre - 20h00 (La Havane) |
|  | 22 octobre - 14h00 (Matanzas)  | 22 octobre - 14h00 (Matanzas)  |                                |                                | 23 octobre - 20h00 (La Havane) | 23 octobre - 20h00 (La Havane) |   |  | 25 octobre - 20h00 (La Havane) | 25 octobre - 20h00 (La Havane) |
|  | Nicaragua                      | 0                              |                                |                                | 23 octobre - 20h00 (La Havane) | 23 octobre - 20h00 (La Havane) |   |  | 25 octobre - 20h00 (La Havane) | 25 octobre - 20h00 (La Havane) |
|  | Nicaragua                      | 0                              |                                |                                | 23 octobre - 20h00 (La Havane) | 23 octobre - 20h00 (La Havane) |   |  | 25 octobre - 20h00 (La Havane) | 25 octobre - 20h00 (La Havane) |
|  | Panama                         | 5                              |                                |                                | 23 octobre - 20h00 (La Havane) | 23 octobre - 20h00 (La Havane) |   |  | 25 octobre - 20h00 (La Havane) | 25 octobre - 20h00 (La Havane) |
|  | Panama                         | 5                              | Panama                         | 4                              |                                |                                |   |  | 25 octobre - 20h00 (La Havane) | 25 octobre - 20h00 (La Havane) |
|  | 22 octobre - 22h00 (Matanzas)  |                                | Panama                         | 4                              |                                |                                |   |  | 25 octobre - 20h00 (La Havane) | 25 octobre - 20h00 (La Havane) |
|  |                                | Japon                          | 1                              |                                |                                |                                |   |  | 25 octobre - 20h00 (La Havane) | 25 octobre - 20h00 (La Havane) |
|  | Japon                          | Japon                          | 1                              | 2                              |                                |                                |   |  | 25 octobre - 20h00 (La Havane) | 25 octobre - 20h00 (La Havane) |
|  | Japon                          |                                |                                | 2                              |                                |                                |   |  | 25 octobre - 20h00 (La Havane) | 25 octobre - 20h00 (La Havane) |
|  | Corée du Sud                   | 0                              |                                |                                |                                |                                |   |  | 25 octobre - 20h00 (La Havane) | 25 octobre - 20h00 (La Havane) |
|  | Corée du Sud                   | 0                              | Cuba                           | 4                              |                                |                                |   |  |                                |                                |
|  | 22 octobre - 14h00 (La Havane) |                                | Cuba                           | 4                              |                                |                                |   |  |                                |                                |
|  |                                | Panama                         | 2                              |                                |                                |                                |   |  |                                |                                |
|  | États-Unis                     | Panama                         | 2                              | 1                              |                                |                                |   |  |                                |                                |
|  | États-Unis                     | 23 octobre - 20h00 (La Havane) |                                | 1                              |                                |                                |   |  |                                |                                |
|  | Taïwan                         | 2                              |                                |                                |                                |                                |   |  |                                |                                |
|  | Taïwan                         | 2                              | Cuba                           | 6                              |                                |                                |   |  |                                |                                |
|  | 22 octobre - 22h00 (La Havane) | 22 octobre - 22h00 (La Havane) | Cuba                           | 6                              | Match pour la 3e place         | Match pour la 3e place         |   |  |                                |                                |
|  | 22 octobre - 22h00 (La Havane) | 22 octobre - 22h00 (La Havane) |                                | Taïwan                         | Match pour la 3e place         | Match pour la 3e place         | 3 |  |                                |                                |
|  | Cuba                           | 4                              | 25 octobre - 14h00 (La Havane) | 25 octobre - 14h00 (La Havane) |                                |                                | 3 |  |                                |                                |
|  | Cuba                           | 4                              | 25 octobre - 14h00 (La Havane) | 25 octobre - 14h00 (La Havane) |                                |                                |   |  |                                |                                |
|  | Brésil                         | 3                              |                                | Taïwan                         | 3                              |                                |   |  |                                |                                |
|  | Brésil                         | 3                              |                                | Taïwan                         | 3                              |                                |   |  |                                |                                |
|  |                                |                                |                                |                                |                                |                                |   |  | Japon                          | 7                              |
|  |                                |                                |                                |                                |                                |                                |   |  | Japon                          | 7                              |

### Matchs de classement
|  | 5e à 8e places                 | 5e à 8e places                 |                        |    | Match pour la 5e place         | Match pour la 5e place         |
|  | 5e à 8e places                 | 5e à 8e places                 |                        |    | Match pour la 5e place         | Match pour la 5e place         |
|  |                                |                                |                        |    |                                |                                |
|  | 23 octobre - 14h00 (La Havane) | 23 octobre - 14h00 (La Havane) |                        |    | 24 octobre - 20h00 (La Havane) | 24 octobre - 20h00 (La Havane) |
|  | 23 octobre - 14h00 (La Havane) | 23 octobre - 14h00 (La Havane) |                        |    | 24 octobre - 20h00 (La Havane) | 24 octobre - 20h00 (La Havane) |
|  | Corée du Sud                   | 3                              |                        |    | 24 octobre - 20h00 (La Havane) | 24 octobre - 20h00 (La Havane) |
|  | Corée du Sud                   | 3                              |                        |    | 24 octobre - 20h00 (La Havane) | 24 octobre - 20h00 (La Havane) |
|  | Nicaragua                      | 5                              |                        |    | 24 octobre - 20h00 (La Havane) | 24 octobre - 20h00 (La Havane) |
|  | Nicaragua                      | 5                              | États-Unis             | 13 |                                |                                |
|  | 23 octobre - 18h00 (Matanzas)  |                                | États-Unis             | 13 |                                |                                |
|  |                                | Nicaragua                      | 2                      |    |                                |                                |
|  | États-Unis                     | Nicaragua                      | 2                      | 13 |                                |                                |
|  | États-Unis                     |                                |                        | 13 |                                |                                |
|  | Brésil                         | 4                              |                        |    |                                |                                |
|  | Brésil                         | 4                              | Match pour la 7e place |    |                                |                                |
|  |                                |                                |                        |    |                                |                                |
|  | 24 octobre - 20h00 (La Havane) |                                |                        |    |                                |                                |
|  |                                |                                |                        |    |                                |                                |
|  | Corée du Sud                   | 3                              |                        |    |                                |                                |
|  | Corée du Sud                   | 3                              |                        |    |                                |                                |
|  | Brésil                         | 8                              |                        |    |                                |                                |
|  | Brésil                         | 8                              |                        |    |                                |                                |